# Dell Diamond

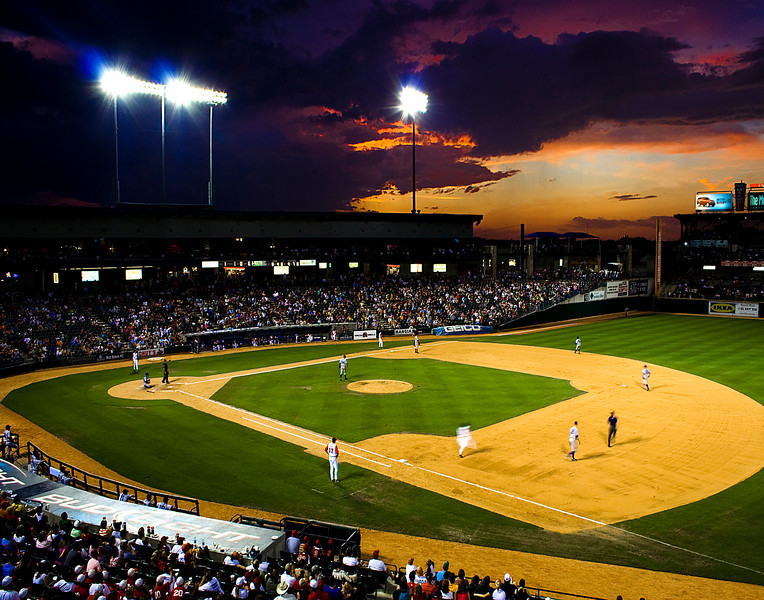
Dell Diamond während eines Spieles

Dell Diamond ist das Heimstadion der Round Rock Express, der Triple-A Minor League. Das Team ist mit den Houston Astros, einem  Baseballteams der Major League, verbunden.
Dell Diamond befindet sich auf einem 344.000 m² großem, ehemaligem Ackerland auf der Ostseite von Round Rock, Texas, einer schnell wachsenden Vorstadt nordöstlich von Austin. Nolan Ryan und sein Sohn Reid Ryan, Miteigentümer der Express, wollten ursprünglich ein Stadion innerhalb der Stadt Austin bauen, fanden aber einen attraktiveren Standort in der Stadt Round Rock. Die Stadt Round Rock trug 7,35 Millionen Dollar zu den 25 Millionen Dollar Kosten der Anlage bei. Die Stadt besitzt den Baseballplatz und gab dem Express einen 38-jährigen Mietvertrag. Die Dell Computer Corporation (jetzt Dell, Inc.) hat einen Vertrag über die Namensrechte abgeschlossen. Dieser Vertrag kostet das Unternehmen über einen Zeitraum von 15 Jahren 2,5 Millionen Dollar.

## Rugby
Im Jahr 2019 kündigte die Austin Elite der Major League Rugby an, dass Dell Diamond für die Saison 2019 ihr Heimatstadion sein wird. Der Dell Diamond war in der Vergangenheit auch Austragungsort für internationale Spiele der Americas Rugby Championship.